# Болдырев, Николай Васильевич (генерал)
Николай Васильевич Болдырев (1814—1882) — военный инженер, генерал-адъютант, заслуженный профессор Николаевской инженерной академии.
Воспитанник Главного инженерного училища. Блестяще окончил офицерские классы и был оставлен при училище преподавателем математики, а затем — фортификации. Его профессорская деятельность продолжалась непрерывно 41 год (1838—1879). В 1865 году (4 апреля) он был произведён в генерал-майоры, а в 1874 году — в генерал-лейтенанты.
Он оставил немало трудов по фортификации, большая часть которых не была напечатана. В 1864 году вместе с Ф. Ласковским он издал 1-ю часть руководства «Курс фортификации».
Похоронен на Волковском православном кладбище. Могила утрачена.